# 音羽山部屋
音羽山部屋（おとわやまべや）は、日本相撲協会所属で時津風一門の相撲部屋。

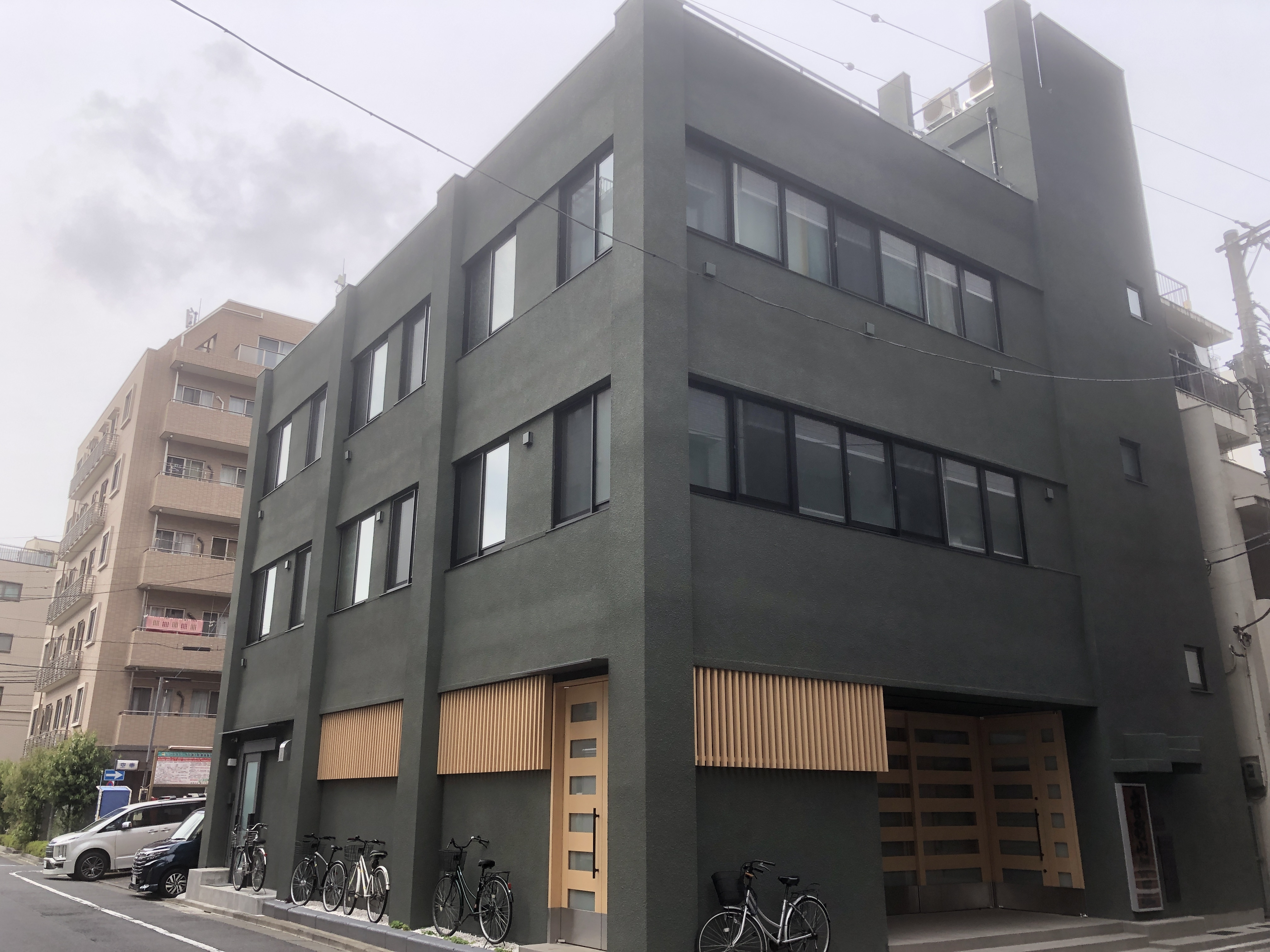

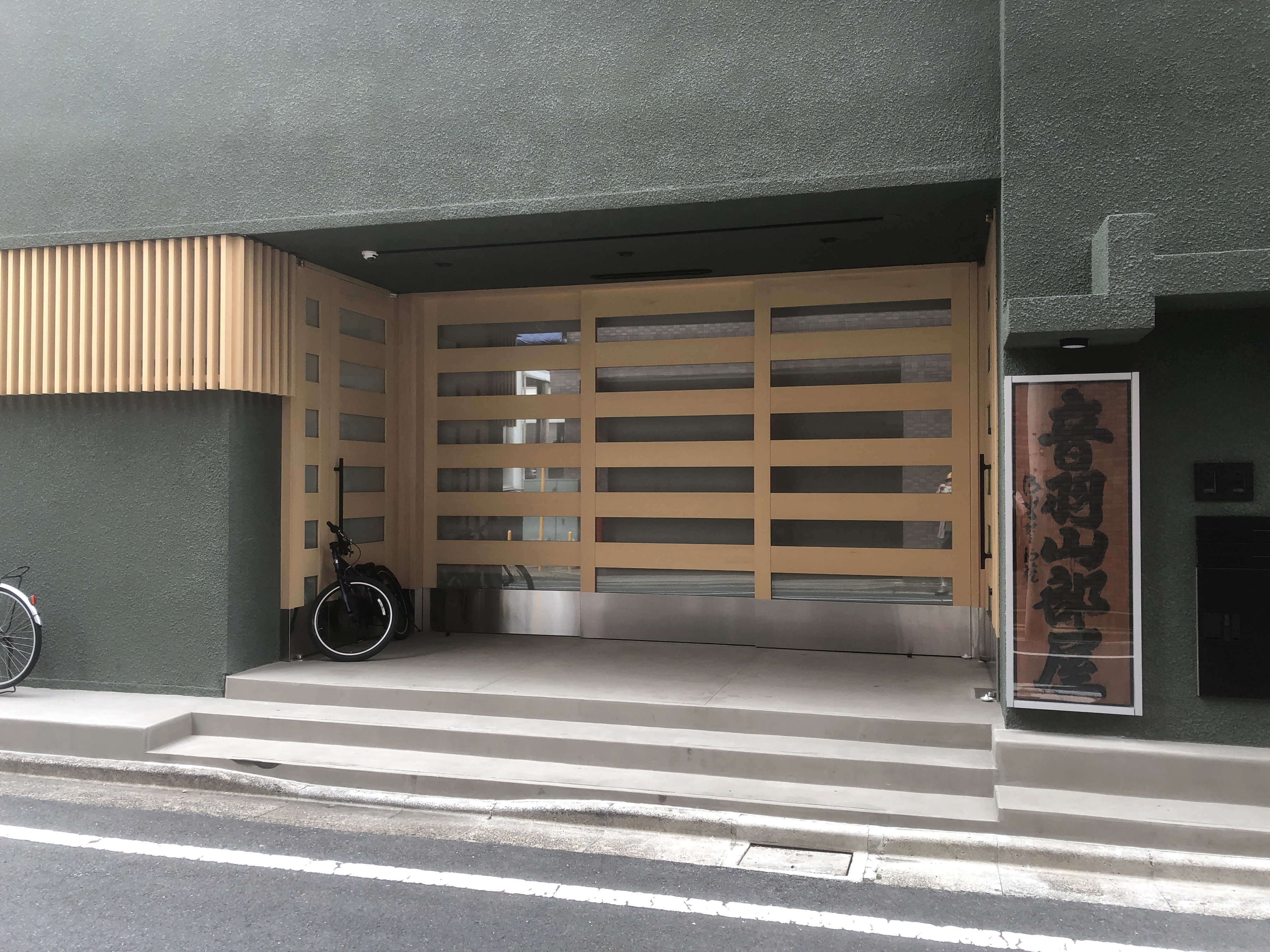

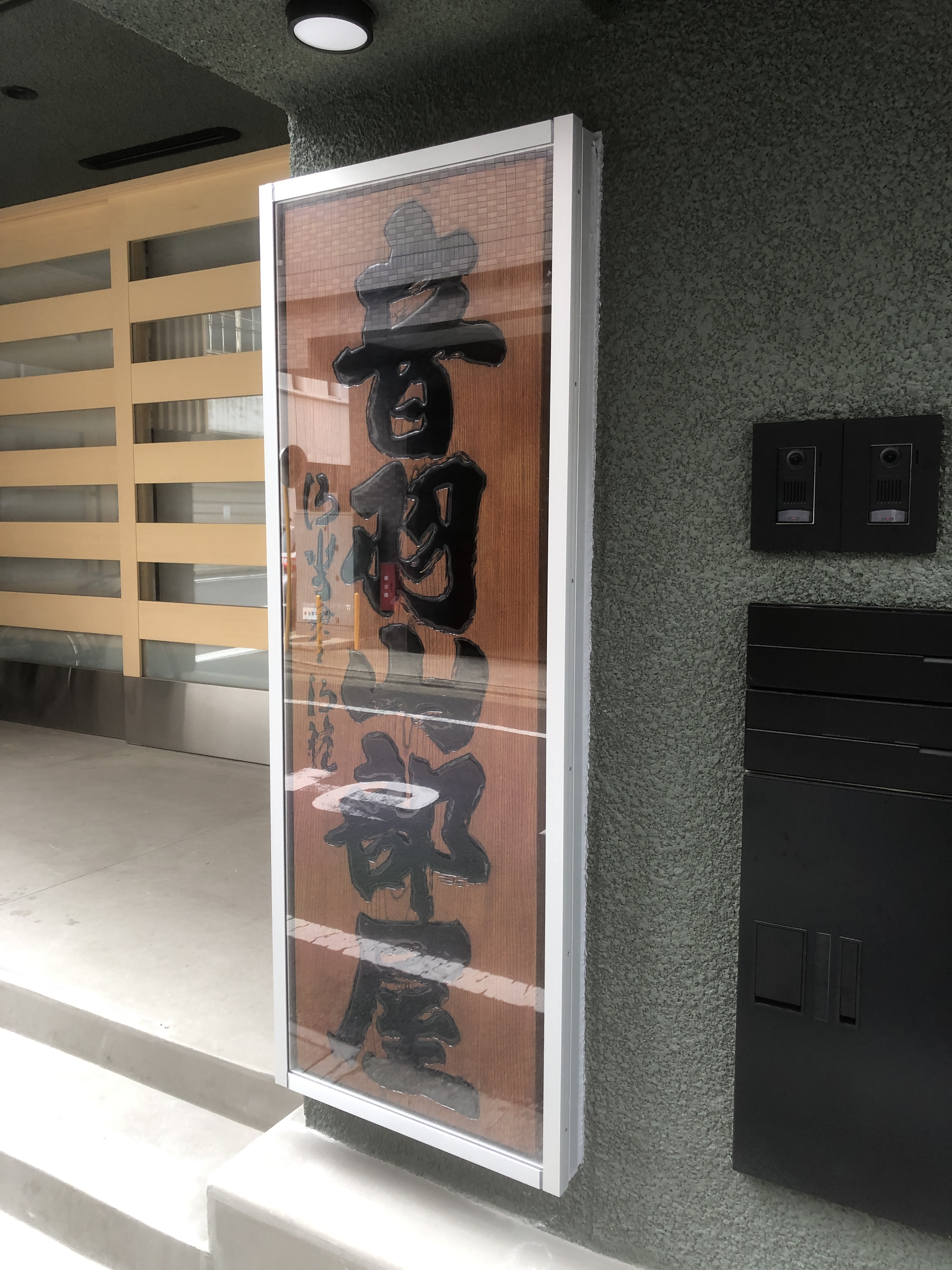

## 沿革
井筒部屋所属だった第71代横綱・鶴竜は、現役中の2019年（令和元年）9月に師匠の15代井筒（元関脇・逆鉾）が死去したため、同じ一門の陸奥部屋に転属し、2021年（令和3年）3月場所中に現役を引退した。
現役引退後は現役名年寄となり、陸奥部屋付きとして後進の指導に当たったが、2023年（令和5年）12月27日に24代音羽山を襲名すると同時に、陸奥部屋から力士2人と床山1人を連れて独立し、音羽山部屋を新設した。音羽山部屋の名称は78年ぶりの復活となった。モンゴル出身年寄による部屋新設は史上初。なお、24代音羽山の独立に同行した3人のうち、三段目・鋼と床山・床鶴は、2019年の井筒部屋閉鎖時まで鶴竜（当時）と共に井筒部屋に所属していた人物である。
2024年4月2日、陸奥部屋の閉鎖に伴い、同部屋から9代陸奥（元大関・先代霧島）、大関・霧島を含む協会員6人を受け入れた。

## 所在地
- 東京都墨田区向島2-17-11
- 東武スカイツリーラインとうきょうスカイツリー駅徒歩7～8分[3]
  - 元は墨田区の施設「向島言問会館」であったが、老朽化などの理由により不動産会社に売却されていた。同施設を買い取った不動産会社はこの施設を入居者未定ながら相撲部屋に改装しており、陸奥部屋からの独立が決まった24代音羽山が賃貸契約を結んで部屋を開設した[4][5]。

## 師匠
- 24代：音羽山力三郎（おとわやま りきさぶろう、71代横綱・鶴竜、モンゴル）

## 部屋付き親方
- 陸奥一博（みちのく かずひろ、大関・先代霧島、鹿児島）※陸奥部屋から移籍。定年後再雇用。

## 若者頭
- 福ノ里邦男（ふくのさと くにお、十両・福ノ里、岩手）※陸奥部屋から移籍。

## 世話人
- 勇輝瞬臣（ゆうき しゅんじ、幕下・勇輝、宮崎）※陸奥部屋から移籍。

## 力士

### 現役の関取経験力士
- 霧島鐵力（大関・モンゴル）※陸奥部屋から移籍。

## 旧・音羽山部屋
江戸時代から続く名跡で、雷部屋と関係が深い。
初代、3代、4代音羽山峰右エ門、6代音羽山峰右エ門が名跡を音羽山から雷に変更しており、部屋経営も行っている。
雷部屋の元幕内音羽山峰右エ門は、慶應2年より7代音羽山を襲名したが、すぐに廃業した。その後同じ雷部屋の元関脇平石七太夫が8代目、元十両出釈迦山与吉が9代目を襲名して部屋を存続させた。弟子には幕内井筒菊治郎、幕内出釈迦山峯吉らがいた。
佐野山部屋の元幕内新川市平は現役中に10代目となり部屋も興したが、力士を育てられず現役のまま没した。
雷部屋の元十両梅垣直治郎は明治30年（1897年）5月に11代音羽山を襲名し部屋を興したが、関取を出せないまま部屋は閉鎖された。
尾車部屋の幕内、白岩亮治が引退して、1930年に再興した。しかし、めぼしい力士もでないまま、1945年かぎりで部屋を閉じ、全員が時津風部屋に移籍した。その中に、後の幕内吉田川征四郎がいた。